# Códice Nowell
El denominado «Códice Nowell», signatura «Cotton Vitellius A.xv», es uno de los más famosos manuscritos medievales anglosajones pues contiene la única copia del poema épico Beowulf; también contiene un fragmento de «La vida de San Cristóbal» (The Life of Saint Christopher) y los textos más completos de las Cartas de Alejandro a Aristóteles, Maravillas de Oriente (Wonders of the East) y el poema Judit. Debido a la historia de Beowulf, algunas veces también se ha mencionado la obra como «Manuscrito Beowulf». El manuscrito se encuentra en la Biblioteca Británica con el resto de la colección conocida como Biblioteca Cotton.

## Características
El códice es un compendio de por lo menos dos obras manuscritas. Se divide principalmente en dos libros aparentemente diferentes que no fueron encuadernados como libro único hasta el siglo XVII. El primero es del siglo XII y contiene cuatro trabajos en prosa, y el segundo el más famoso manuscrito.
Este segundo manuscrito se conoce popularmente como Nowell Codex, pues aparece el nombre de Laurence Nowell escrito en la primera página; quien supuestamente fue el propietario a mediados del siglo XVI. Posteriormente fue adquirido por Sir Robert Cotton. En su biblioteca, estaba localizado como el manuscrito número 15 de la primera estantería donde se ubicaba un busto del emperador romano Vitelio.
El códice se ha fechado hacia principios del primer milenio y las últimas investigaciones lo confirman hacia el año 1000.

## Deterioro
El manuscrito fue parcialmente destruido tras el incendio de la Biblioteca Cotton en 1731; aunque el volumen sobrevivió, los márgenes de la obra se encuentran parcialmente chamuscados. No hubo un intento serio de restauración hasta el siglo XIX pero para entonces algunas secciones ya se habían deteriorado irreversiblemente y ciertas páginas son prácticamente ilegibles.

## Contenido

### Primer códice
El primer códice contiene cuatro trabajos de prosa en inglés antiguo: una copia de la traducción de Alfredo el Grande del Soliloquio de Agustín de Hipona, una traducción del Evangelio de Nicodemo, la obra prosaica Salomón y Saturno, y un fragmento de la vida de San Quintín.

### Segundo códice
El segundo códice se inicia con tres trabajos en prosa: la vida de San Cristóbal, Maravillas de Oriente (una descripción de varias tierras lejanas y sus fantásticos habitantes), y una traducción de la Carta de Alejandro a Aristóteles.
Luego sigue con Beowulf, que ocupa gran parte del volumen, y Judit, un relato poético de una parte del Libro de Judit. El gran deterioro de la última página de Beowulf y otros factores como las perforaciones y trazos de gusanos indican que Judit no fue de origen la última sección del manuscrito, aunque la autoría es la misma mano de la última parte de Beowulf.
El contenido de este códice es algo ecléctico, lo que ha provocado mucho debate crítico sobre por qué estos trabajos fueron elegidos en particular para su inclusión. Una teoría que ha ganado considerable peso es que la compilación sigue una temática común: las cinco obras tratan, en cierta medida, de monstruos o comportamientos aberrantes.